# كورت تومسون
كورت تومسون (بالإنجليزية: Curt Thompson)‏ هو محامي وسياسي أمريكي، ولد في 15 ديسمبر 1968. حزبياً، نشط في الحزب الديمقراطي. وقد انتخب عضو مجلس نواب جورجيا.